# Dream Theater

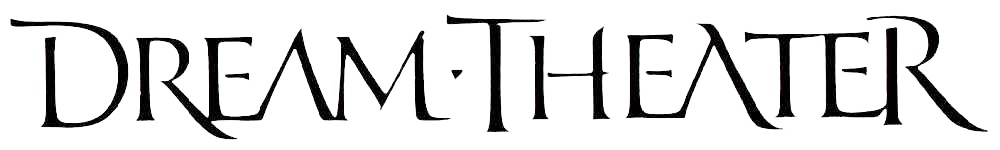
Logotipo de la banda.

Dream Theater es una banda estadounidense de metal progresivo, formada en 1985 con el nombre de Majesty por Mike Portnoy, John Myung y John Petrucci durante su estadía en el Berklee College of Music de Massachusetts. Poco a poco, fueron dejando sus estudios para dedicar más atención a la banda que terminaría llamándose Dream Theater. A pesar de que se sucedieron algunos cambios en la formación inicial, los tres miembros originales permanecieron junto a James LaBrie y Jordan Rudess hasta el 8 de septiembre de 2010, cuando Portnoy abandonó el grupo. En octubre de ese mismo año, la banda organizó unas audiciones para el reemplazo del puesto de batería. El 29 de abril de 2011 se reveló que Mike Mangini sería el nuevo baterista permanente del grupo, el cual ocuparía hasta el 2023, cuando el 25 de octubre de ese año anunciaron el regreso de Portnoy a la banda.
La banda es conocida por el virtuosismo técnico de sus instrumentistas, quienes han ganado numerosos premios a lo largo de su carrera. John Petrucci ha sido elegido como el tercer guitarrista de la gira G3 en seis ocasiones, más que ningún otro invitado. En 2009 fue también nombrado el segundo mejor guitarrista de metal por Joel McIver en su libro «The 100 Greatest Metal Guitarists», así como uno de los «10 mejores guitarristas de shred de toda la historia» por la revista GuitarOne. El baterista Mike Portnoy ha ganado 23 premios de la revista Modern Drummer y fue la persona más joven (con 37 años) en ser incluida en el Rock Drummer Hall of Fame. Por su parte, su sustituto, Mike Mangini, tiene en su haber 5 récords en el World's Fastest Drummer Extreme Sport Drumming, que lo acreditan como el baterista más rápido del mundo. En una encuesta dirigida por el sitio de música especializado MusicRadar entre agosto y septiembre de 2010, John Myung fue elegido como el mejor bajista de todos los tiempos. Por su parte, los usuarios de la misma web eligieron a Jordan Rudess como el mejor teclista de la historia. Además, Rudess obtuvo en 1994 el galardón de Best New Talent («mejor talento nuevo») de la revista especializada Keyboard Magazine y se le califica como una leyenda en los teclados. La banda fue, asimismo, incluida en el Long Island Music Hall of Fame en 2010.
El álbum más vendido de la banda es Images and Words, de 1992, que obtuvo un disco de oro y alcanzó el número 61 en la cartelera Billboard 200. Tanto su disco de 1994, Awake, como el de 2002, Six Degrees of Inner Turbulence, entraron también en las listas en los puestos 32 y 46 respectivamente, y recibieron críticas mayoritariamente positivas. Por otro lado, Six Degrees of Inner Turbulence hizo que Dream Theater fuese elegida como banda inicial para la sección musical de Entertainment Weekly durante la semana de su publicación, a pesar de que la revista suele decantarse por música mainstream. En 2007 Systematic Chaos entró en la lista Billboard estadounidense en el puesto 19. Hasta 2008 Dream Theater había vendido más de 2,1 millones de copias en Estados Unidos y, hasta 2011, más de 12 millones en todo el mundo.
El undécimo álbum de estudio del grupo, A Dramatic Turn of Events, salió a la venta el 13 de septiembre de 2011. Se posicionó en el octavo lugar de la lista estadounidense de Billboard 200, dos puestos por debajo de su anterior trabajo, Black Clouds & Silver Linings, y entró en el primer puesto de la cartelera UK Rock Chart. El álbum es el primer trabajo de la banda con Mike Mangini, debido a la marcha de Mike Portnoy. El 30 de noviembre de 2011 se anunció que «On the Backs of Angels» había sido nominada para el Premio Grammy en la categoría de «Mejor Interpretación de Hard Rock/Metal», la primera canción de Dream Theater en conseguirlo.
El 23 de septiembre de 2013, la banda lanzó a la venta su duodécimo álbum de estudio denominado de forma homónima, Dream Theater. Se trata del segundo álbum de la banda con Mike Mangini en la batería y el primero en el que participa en las labores de composición del mismo. Su sencillo The Enemy Inside ha sido nominado a los Premios Grammy, en la categoría «The Best Metal Performance» convirtiéndose en la segunda nominación de la banda.
Por otra parte, el 29 de enero del 2016 salió a la luz su decimotercer álbum llamado "The Astonishing", el tercero con Mike Mangini y con un estilo más progresivo y sinfónico, el último bajo el sello de RoadRunner Records. 
El 22 de febrero de 2019, salió Distance over Time a través de InsideOut Music y el 22 de octubre de 2021 se publicó A View from the Top of the World, nuevamente a través de InsideOut Music, obteniendo nuevamente una nominación a los Premios Grammy y ganando por primera vez el galardón en la categoría «The Best Metal Performance» por el sencillo "The Alien" con Mangini en la batería.

## Historia

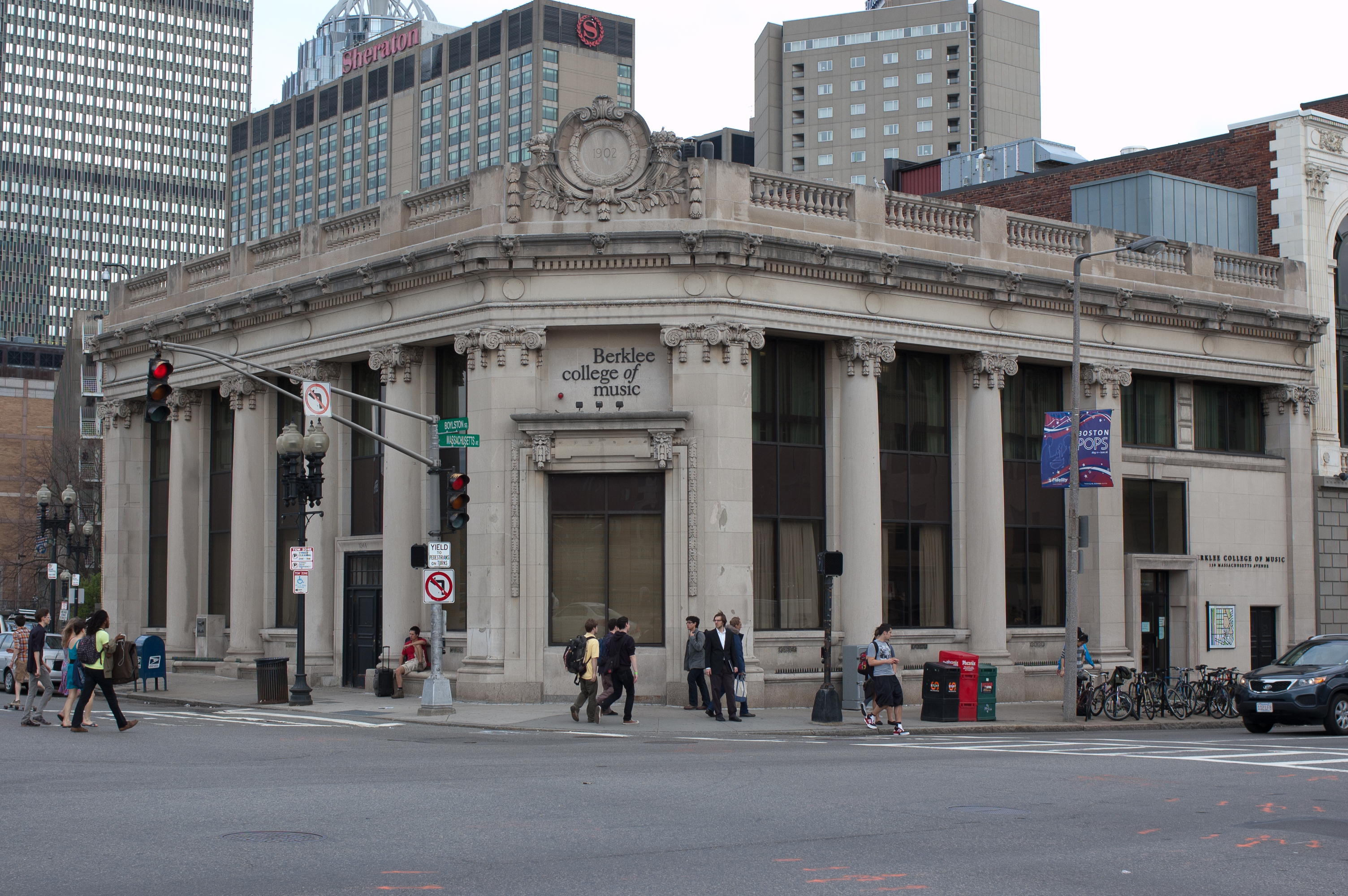
Edificio de clases del Berklee College of Music, en Boston.

### Primeros años (1985-1990)

#### Formación
Dream Theater nació en Massachusetts en 1985 cuando el guitarrista John Petrucci, el bajista John Myung y el baterista Mike Portnoy decidieron formar una banda mientras estudiaban en el Berklee College of Music. El trío comenzó versionando canciones de Rush y Iron Maiden en los cuartos de ensayo de Berklee.
Myung, Petrucci y Portnoy decidieron unirse bajo el nombre Majesty. De acuerdo a la documentación incluida en Score, mientras hacían cola para un concierto de Rush en el Berklee Performance Center estaban escuchando canciones del grupo en una radiocasetera, cuando Portnoy comentó que el final de la canción «Bastille Day» (del disco Caress of Steel) sonaba «majestuosa» («majestic», en inglés); fue ahí cuando decidieron cuál sería el nombre de la banda.
El trío buscaba cubrir las restantes posiciones en la agrupación, por lo que Petrucci pidió a su compañero de instituto Kevin Moore que se hiciera cargo del teclado. Después de que aceptara el puesto, otro antiguo amigo fue reclutado como vocalista principal, Chris Collins, después de que los miembros de la banda lo escucharan cantar la canción «Queen of the Reich» de Queensrÿche. Durante esta época, las agitadas agendas de Portnoy, Petrucci y Myung les obligaron a abandonar los estudios para concentrarse en su música, pensando que no tenían nada más que aprender allí. Moore también abandonó su universidad para concentrarse en la banda.
Durante los primeros meses de 1986 dieron varios conciertos en la zona próxima a Nueva York, lo que aprovecharían para grabar una serie de demos, titulada The Majesty Demos. El pedido inicial de 1000 unidades se agotó en seis meses y las regrabaciones del casete tuvieron mucha popularidad en los círculos de metal progresivo. Majesty Demos sigue aún disponible en su versión original, a pesar de haber sido publicado oficialmente en CD a través de YtseJam Records, propiedad de Mike Portnoy.
En noviembre de 1986, después de unos meses componiendo y tocando juntos, Chris Collins fue despedido. Pasó un año hasta que encontraron a un sustituto, Charlie Dominici, que pasó satisfactoriamente su audición y tenía mucha más experiencia que cualquier otro en el grupo. Con la estabilidad que el nuevo vocalista reportó a la banda, se permitieron aumentar el número de conciertos alrededor de Nueva York y lograron atraer una considerable atención.
Poco después de haber contratado a Dominici, un grupo de Las Vegas también llamado Majesty amenazó a la banda con tomar acciones legales por una violación de su propiedad intelectual, en relación con el uso de su nombre, por lo que la banda se vio forzada a adoptar una nueva denominación. Se propusieron varias alternativas, entre las que se barajaron Glasser, Magus y MI, que fueron todas rechazadas, a pesar de que la banda actuó como Glasser por una semana, si bien terminaría desechándose al no contar con el favor de los fanes. Un día, el padre de Portnoy sugirió el nombre de Dream Theater, el mismo de un pequeño teatro que dirigía en Monterrey (California), y decidieron adoptarlo.

#### When Dream and Day Unite(1988-1990)
Con su nuevo nombre y una formación estable, Dream Theater se concentró en componer material nuevo, a la vez que daban más y más conciertos en su Nueva York y los estados vecinos. Su actividad llamó la atención de Mechanic Records, una división de MCA, lo que condujo a la firma del primer contrato de Dream Theater el 23 de junio de 1988 y a la grabación de su álbum debut, grabado en los estudios Kajem Victory en Gladwyne, Pensilvania. Les tomó diez días grabar las pistas básicas y unas tres semanas el álbum completo.
En 1989 publicaron When Dream and Day Unite, con un despliegue de medios mucho menor que el que la banda había anticipado, ya que Mechanic terminó rompiendo la mayoría de sus promesas financieras previas a la firma del contrato, de manera que la banda se vio restringida a dar tocar en torno a Nueva York. La gira promocional del álbum consistió en solo cinco conciertos locales, el primero de ellos como teloneros del clásico trío de power rock Zebra, en el Sundance en Bay Shore, Nueva York.
Después del cuarto show, Charlie Dominici dejó la banda debido a que empezaban a sentir las limitaciones que suponía su voz para el estilo vocal que querían, más parecido al de Bruce Dickinson o Geoff Tate, además de que su presencia en el escenario no era la que buscaban para un frontman o líder. Poco después, no obstante, la banda Marillion pidió a Dream Theater que los telonearan en una actuación en el Ritz de Nueva York, así que le dieron a Dominici la oportunidad de actuar una última vez. Pasarían dos años hasta que encontrasen un vocalista que lo reemplazara.

### Los años en Atlantic

#### Images and Wordsy la incorporación de James LaBrie (1991-1993)

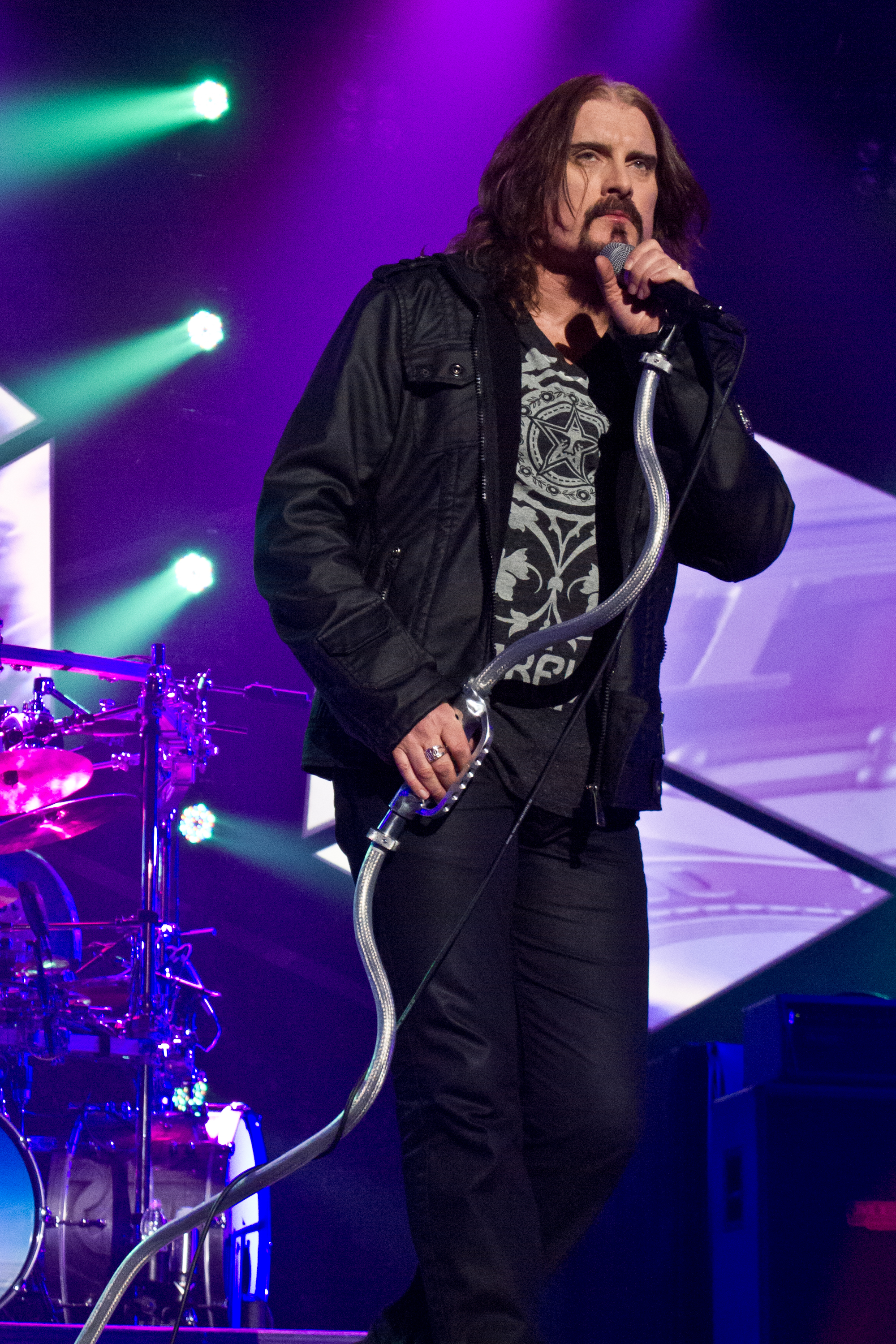
James LaBrie es el vocalista del grupo desde 1991.

Tras la marcha de Dominici, Dream Theater luchó con éxito por ser liberados de su contrato con Mechanic y comenzaron a escribir material para su próximo álbum y realizar audiciones a cantantes. En esta búsqueda escucharon a más de 200 personas, entre ellas John Arch, exlíder de Fates Warning, que resultaron rechazadas en su totalidad.
A mediados de 1990, en una actuación en Nueva York, presentaron a Steve Stone como su nuevo vocalista. Habían grabado juntos varios demos de forma satisfactoria, pero solo dieron un concierto con él, que terminó siendo un desastre y Stone fue despedido. La banda dijo que había estado bailando por el escenario de una manera extraña, al parecer haciendo una mala imitación de Bruce Dickinson. Además, en varias ocasiones se dirigió al público de forma desafortunada con «Scream for me Long Beach!» (en español, «¡Grita para mí Long Beach!»), cuando estaban tocando en Bayshore, lo que avergonzó a la banda aún más. Pasaron cinco meses hasta que Dream Theater ofreció otro concierto, esta vez completamente instrumental (bajo el nombre YtseJam). Hasta 1991 la banda estuvo centrada en la contratación de otro cantante y escribieron la mayor parte de lo que se convertiría en Images and Words en 1992.
En enero de 1991, Kevin James LaBrie, de la banda de glam metal Winter Rose, voló a Nueva York desde Canadá para una audición. Improvisó tres canciones con el grupo, tras las que fue inmediatamente contratado para el puesto de vocalista. Tras su incorporación, LaBrie decidió dejar su primer nombre Kevin, para evitar confusiones con el otro Kevin de la banda. Durante los siguientes meses, volvieron a dar conciertos (aún en su mayoría alrededor de su ciudad), mientras trabajaban en las pistas de voz de las canciones compuestas antes del ingreso de LaBrie. Derek Shulman y Atco Records (ahora EastWest), una división de Elektra Records, firmaron un contrato de siete álbumes con Dream Theater sobre la base de una maqueta de tres canciones (posteriormente disponible como «The Atco Demos» a través del club de fanes de la banda).
El primer disco que grabaron bajo su nuevo contrato discográfico fue Images and Words, en 1992. Para la promoción la disquera publicó un CD sencillo y un videoclip para la canción «Another Day», pero no tuvieron un impacto comercial significativo. La canción «Pull Me Under», sin embargo, consiguió una buena presencia en la radio, a pesar de no contar con ningún tipo de promoción organizada por la banda o el sello. Como respuesta, Atco produjo un videoclip para esta canción, que tendría bastante exposición en la MTV. Para la canción «Take the Time» sacaron un tercer video, pero sin que tuviera un éxito similar.
El éxito de «Pull Me Under» y la gira que realizaron sin descanso por Estados Unidos y Japón hicieron que Images and Words lograse un disco de oro y uno de platino en esos países. En 1993 le siguió una gira por Europa, que incluía un show en el afamado Club Marquee de Londres, que fue grabado y publicado como Live at the Marquee, el primer álbum oficial en vivo del grupo. Además, reunieron una compilación de sus conciertos japoneses en Images and Words: Live in Tokyo.

#### Awakey salida de Kevin Moore (1994-1995)
Ávidos de trabajar en material fresco, Dream Theater volvió al estudio en mayo de 1994 para grabar Awake, su tercer álbum de estudio, que se publicó el 4 de octubre de 1994 y fue recibido con controversia entre sus fanes. Poco antes de la mezcla del disco, Moore anunció al resto del grupo que simplemente ya no estaba interesado en dar giras y que no le agradaba el estilo musical de Dream Theater, por lo que dejaría la banda para concentrarse en sus propios intereses musicales. Debido a este imprevisto, tuvieron que buscar otro tecladista antes de plantearse un tour.
Entre los nombres más conocidos que se presentaron a las audiciones se encontraba Jens Johansson, a la postre miembro de Stratovarius, pero los miembros de la banda estaban impacientes deseando cubrir la posición con el teclista Jordan Rudess. Portnoy y Petrucci descubrieron a Rudess en la revista Keyboard Magazine, donde se le reconocía como «mejor nuevo talento» en una encuesta entre lectores, y lo invitaron a tocar con la banda en una actuación de prueba en el Foundations Forum en Burbank, California. Para los miembros de Dream Theater el show había ido realmente bien y pidieron a Rudess que se incorporara al grupo, pero este rehusó para hacer una gira con Dixie Dregs, que le garantizaba más reconocimiento personal. Ante esta situación, contrataron para la gira promocional de Awake a un antiguo compañero del Berklee College, Derek Sherinian, que había tocado con Alice Cooper y Kiss. Al concluir el tour, Sherinian se convirtió en el sustituto de Moore a tiempo completo.

#### A Change of SeasonsyFalling into Infinity(1995-1998)
Como se encontraban otra vez con un nuevo miembro, Dream Theater no empezó inmediatamente a trabajar en material nuevo. Seguidores de todo el mundo, agrupados en la lista de correo electrónico YtseJam (la principal forma de comunicación entre los fans de la banda en aquel entonces), comenzaron a presionar a la banda para que publicara oficialmente la canción «A Change of Seasons». La habían compuesto en 1989 con la intención de que formara parte de Images and Words, pero con casi 17 minutos de duración fue considerada demasiado larga para un álbum de estudio. Sin embargo, la banda la tocaba en conciertos y siguió revisándola hasta 1995.
La petición fue atendida, así que la banda entró en los BearTracks Studios en Nueva York en mayo de 1995 para reescribir y grabar la canción, que terminó siendo de 23 minutos y contando con una contribución significativa de Sherinan. Para acompañar la canción, la publicaron en un EP junto con una colección de covers, grabados en directo en una actuación en el Ronnie Scott's Jazz Club de Londres ese mismo año, de artistas como Elton John, Deep Purple, Led Zeppelin, Queen, Genesis, Kansas, Journey y Pink Floyd.
Después de una minigira para promocionar A Change of Seasons, la banda se tomó un descanso de unos meses. Mientras tanto, publicaron a través de su club de fanes oficial un CD especial de Navidad, que consistía de varias canciones inéditas grabadas en conciertos de los primeros años de la banda. Además, durante este descanso, los distintos miembros del grupo trabajaron individualmente en componer más temas para sus futuras colaboraciones.
En este tiempo hubo varios cambios en EastWest y el principal contacto de Dream Theater en la discográfica fue despedido. Producto de una relación muy distinta a la que había cultivado el anterior personal de EastWest, el nuevo equipo presionó a la banda para que escribiera un álbum más accesible. A mediados de 1997, entraron al estudio para componer su siguiente trabajo. Además de presionar al grupo para que adoptara un sonido más mainstream, la compañía contrató al productor y compositor Desmond Child para pulir con Petrucci la letra de su canción «You or Me». La banda al completo volvió a trabajar en la música de la canción, que apareció en el disco como «You Not Me» con un coro que recordaba vagamente a la original. También se notó la mano de Child en este álbum en un giro hacia composiciones menos complejas y más radiables.
La banda compuso material suficiente casi para dos discos, incluyendo una larga continuación de 20 minutos para la canción de Images and Words «Metropolis Pt. 1: The Miracle and the Sleeper». No obstante, la discográfica no permitió la publicación de un álbum doble, ya que entendía que una grabación de 140 minutos no sería digerible para el público general. James LaBrie también se mostró a favor de un solo disco. Las canciones desechadas fueron publicadas luego en The Falling into Infinity Demos por YtseJam Records.
El material que sobrevivió fue publicado en el álbum Falling into Infinity, que tuvo una recepción heterogénea entre los fanes más familiarizados con el nuevo sonido del grupo. Aun cuando el disco sonaba moderadamente progresivo, canciones como «Hollow Years» y «You Not Me» hicieron pensar a algunos que estaban ante el comienzo de una etapa más comercial de la banda; en cualquier caso, el álbum fue una decepción de crítica y ventas. Aunque Portnoy no lo comentó en público en aquel entonces, en un comentario del DVD de 2004 5 Years in a Livetime reveló que llegó a desmotivarse tanto durante este periodo que consideró la separación de la banda.
Durante la gira europea de Touring into Infinity se grabaron dos conciertos, en Francia y los Países Bajos, para un álbum en directo titulado Once in a LIVEtime, que fue publicado aproximadamente a la vez que el vídeo 5 Years in a Livetime, que narraba el periodo entre la marcha de Kevin Moore y la gira promocional de Falling into Infinity.

#### Incorporación de Jordan Rudess yMetropolis Pt. 2: Scenes from a Memory(1999-2000)

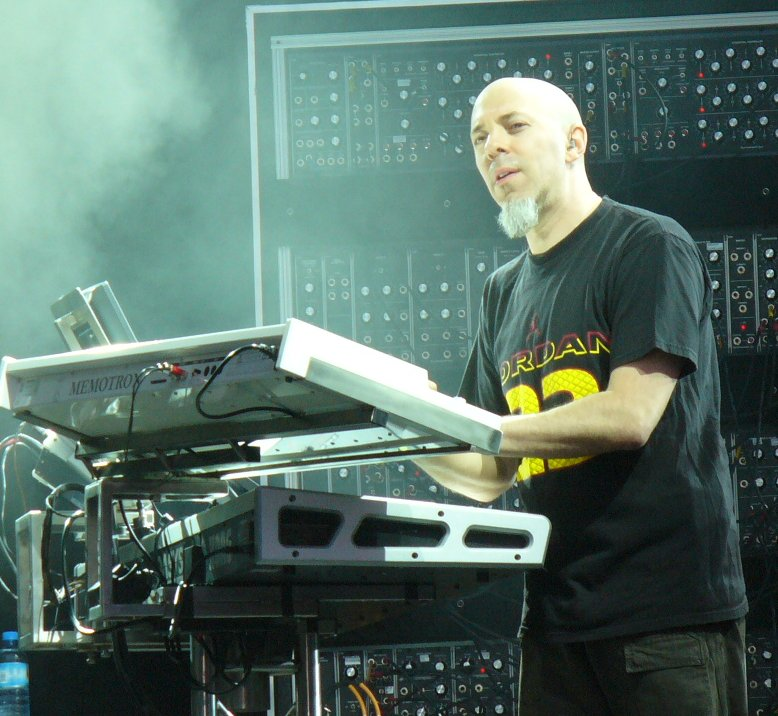
El primer álbum del grupo en cuya grabación participó Jordan Rudess fue Metropolis Pt. 2: Scenes from a Memory.

En 1997, Mike Varney, de Magna Carta Records, invitó a Portnoy a formar un supergrupo progresivo para trabajar en un álbum; esta colaboración sería la primera de una larga lista de proyectos individuales de los miembros de Dream Theater. La formación del grupo en cuestión era: Portnoy en la batería, Petrucci en la guitarra, Tony Levin en el bajo y Jordan Rudess, que se había separado de Dixie Dregs, en los teclados. La banda tomó el nombre Liquid Tension Experiment y sirvió como el medio ideal para que Portnoy y Petrucci pudieran cortejar a Rudess para que se uniera a Dream Theater. Finalmente, en 1999, aceptó la oferta, por lo que se convirtió en el tercer teclista a tiempo completo de la banda, sustituyendo a Sherinian.
Con un nuevo miembro, Dream Theater volvió al estudio para grabar su siguiente álbum, esta vez con un completo control sobre el proceso creativo, fruto de un últimatum de Portnoy a la compañía. Retomaron la continuación de «Metropolis Part 1» en la que trabajaron durante las sesiones de Falling Into Infinity, que no habían usado en el disco anterior, y decidieron expandir la canción de 20 minutos a un álbum conceptual completo, que trataba temas como la reencarnación, el asesinato y la traición. Procuraron mantener un cierto nivel de secretismo en torno al proceso de composición y grabación, sin embargo, la fecha de publicación y una lista de canciones se filtraron contra los deseos de la banda. En 1999 se publicó Metropolis Pt. 2: Scenes from a Memory con gran aclamación de la crítica. Muchos fanes y críticos la consideraron la obra maestra de Dream Theater, a pesar de que solo alcanzó el puesto 73 en el US album chart. El álbum fue mezclado por David Bottrill, pero solo unas pocas de sus mezclas llegaron al producto final, que fue remezclado por Kevin Shirley. El resto de las mezclas se pueden escuchar en el bootleg oficial de la banda «The Making of Scenes from a Memory».
A la grabación le siguió una ambiciosa gira mundial, en la que durante un año tocaron Scenes From a Memory de principio a fin. En este tour, el más largo de la banda hasta la fecha, reflejaron el aspecto más teatral del álbum y se sirvieron de una pantalla de video en el fondo del escenario, que mostraba un acompañamiento narrativo de la trama del disco. Además de interpretar el álbum en su totalidad, tocaron una segunda tanda de canciones antiguas, así como algunos covers e improvisaciones. En una actuación especial en el Roseland Ballroom de Nueva York, contrataron a actores para que interpretaran a los personajes de la historia y se les sumó un coro de góspel en algunas partes del concierto.
Este show, el último en su tour por América del Norte, fue grabado para la primera publicación de la banda en DVD. Después de varios retrasos por cuestiones técnicas, fue publicado a comienzos de 2001 con el título de Metropolis 2000: Scenes from New York. Poco más tarde, la banda anunció la publicación en audio del resto del concierto, de una duración total de cuatro horas. La portada para la versión CD, titulada Live Scenes From New York, representaba uno de los primeros logos de Dream Theater (el corazón ardiendo de la época de Images and Words, basado en el Sagrado Corazón de Cristo) modificado para mostrar una manzana (en referencia a la «Gran Manzana»), en lugar del corazón y con el skyline de Nueva York, incluyendo las Torres Gemelas, entre las llamas. En una desafortunada coincidencia, el álbum se publicó en la misma fecha de los ataques del 11 de septiembre. Este fue rápidamente retirado por la banda y se volvió a publicar más tarde con material artístico revisado, aunque se vendieron algunas copias, que se convirtieron en un preciado objeto de coleccionistas.

#### Six Degrees of Inner Turbulence(2001-2002)

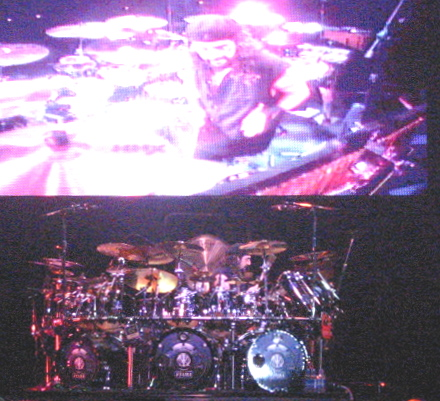
Mike Portnoy durante la gira promocional de Train of Thought.

Dream Theater volvió a los estudios BearTracks para grabar su sexto álbum de estudio, Six Degrees of Inner Turbulence, con el que tendrían la posibilidad, cuatro años después de habérselo denegado EastWest, de hacer un doble disco. El primero consistió de cinco canciones de 7 a 13 minutos de duración, mientras que el segundo disco se dedicó exclusivamente a una canción de 42 minutos, la más larga de la banda hasta la actualidad. El origen de esta canción se produjo cuando Rudess compuso lo que sería la sección de «Overture» de «Six Degrees of Inner Turbulence» y la banda tomó diferentes ideas y melodías de ella y la expandió en capítulos de una historia completa.
El álbum, que fue el más publicitado de la banda desde Awake, terminó teniendo una muy buena acogida por la crítica y la prensa, y debutó en la lista Billboard en el puesto 46 y en el primer puesto de la lista Billboard Internet. Durante el siguiente año y medio volvieron a embarcarse en una gira por todo el mundo, con actuaciones en las que incluyeron algunos covers especiales y tocaron en su totalidad Master of Puppets, de Metallica, y The Number of the Beast, de Iron Maiden. Todas estas presentaciones tributo se realizaban después de cada presentación, donde se bajaba el telón y al subirse nuevamente, comenzaba un nuevo concierto pero esta vez con un disco completo de cada banda a la que se le rendía este tributo, como Iron Maiden, Metallica, Pink Floyd, entre otros.

#### Train of Thought(2003-2004)
En 2003 la banda volvió en el estudio para componer y grabar otro álbum. A diferencia de Scenes from a Memory, que fue escrito y grabado sobre la marcha, en esta ocasión el grupo decidió tomarse unas tres semanas de retiro para componer antes de entrar al estudio. En mitad de las sesiones de grabación del disco, surgió un tour especial con otras dos bandas de metal progresivo, Queensrÿche y Fates Warning, en Norteamérica. Al final de cada concierto, los miembros de Queensrÿche y Dream Theater subían al escenario para tocar simultáneamente, en ocasiones versiones de otras bandas.
Una vez concluida la gira, volvieron al estudio para terminar la grabación de su séptimo álbum, Train of Thought. Este álbum, a través del cual buscaron un sonido más pesado, produjo una especie de división en sus seguidores, ya que si bien ganaron más adeptos entre los metaleros, algunos fanes preferían un sonido más progresivo, al estilo de Yes o King Crimson. No obstante resultó un éxito de crítica.
Le siguió otra gira mundial, durante la que Dream Theater realizó funciones de apoyo a una de sus mayores influencias, la banda inglesa Yes. Una vez que las bandas hubieron completado su modesto recorrido conjunto, Dream Theater continuó con su tour mundial, que denominaron «An Evening With Dream Theater».
Posteriormente publicaron una combinación de CD y DVD grabados en directo en el famoso Nippon Budokan Hall de Tokio, durante la gira de Train of Thought, publicada bajo el nombre Live at Budokan el 5 de octubre de 2004.

#### Octavarium(2005-2006)

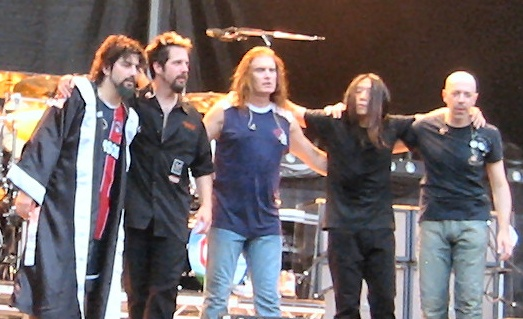
Dream Theater después de un concierto en París, parte del tour de 2005. De izquierda a derecha: Mike Portnoy, John Petrucci, James LaBrie, John Myung y Jordan Rudess.

Después de terminar la gira promocional de Train of Thought, la banda entró en los estudios The Hit Factory de Nueva York para grabar su octavo álbum, que haría de Dream Theater el último grupo que grabase en los famosos estudios, ya que estos cerraron para siempre justo después.
Octavarium fue publicado el 7 de junio de 2005 y supuso otro cambio en el sonido de la banda, por lo que tuvo una recepción dividida entre sus fanes y provocó un animando debate entre ellos. Suponía, por otra parte, el último de los siete álbumes que tenían firmados con Elektra Records, que había sucedido a EastWest en su contrato después de su absorción.
El 2 de marzo de 2006 la banda celebró sus 20 años de existencia con una serie de conciertos, entre ellos uno que contó con un lleno total en el Auditorio Nacional de la Ciudad de México. El recital fue dividido en dos partes, «20 Years» y «Octavarium», y duró más de 4 horas, con un descanso intermedio. En 2006 la banda publicó el trabajo en directo Score, grabado el 1 de abril de ese mismo año en el Radio City Music Hall de Nueva York, editado en formato DVD doble y CD triple. En el concierto la banda compartió tarima por primera vez con una orquesta sinfónica completa para la interpretación de más de 90 minutos de música de Dream Theater.

### Los años en Roadrunner

#### Systematic ChaosyGreatest Hit(2006-2008)

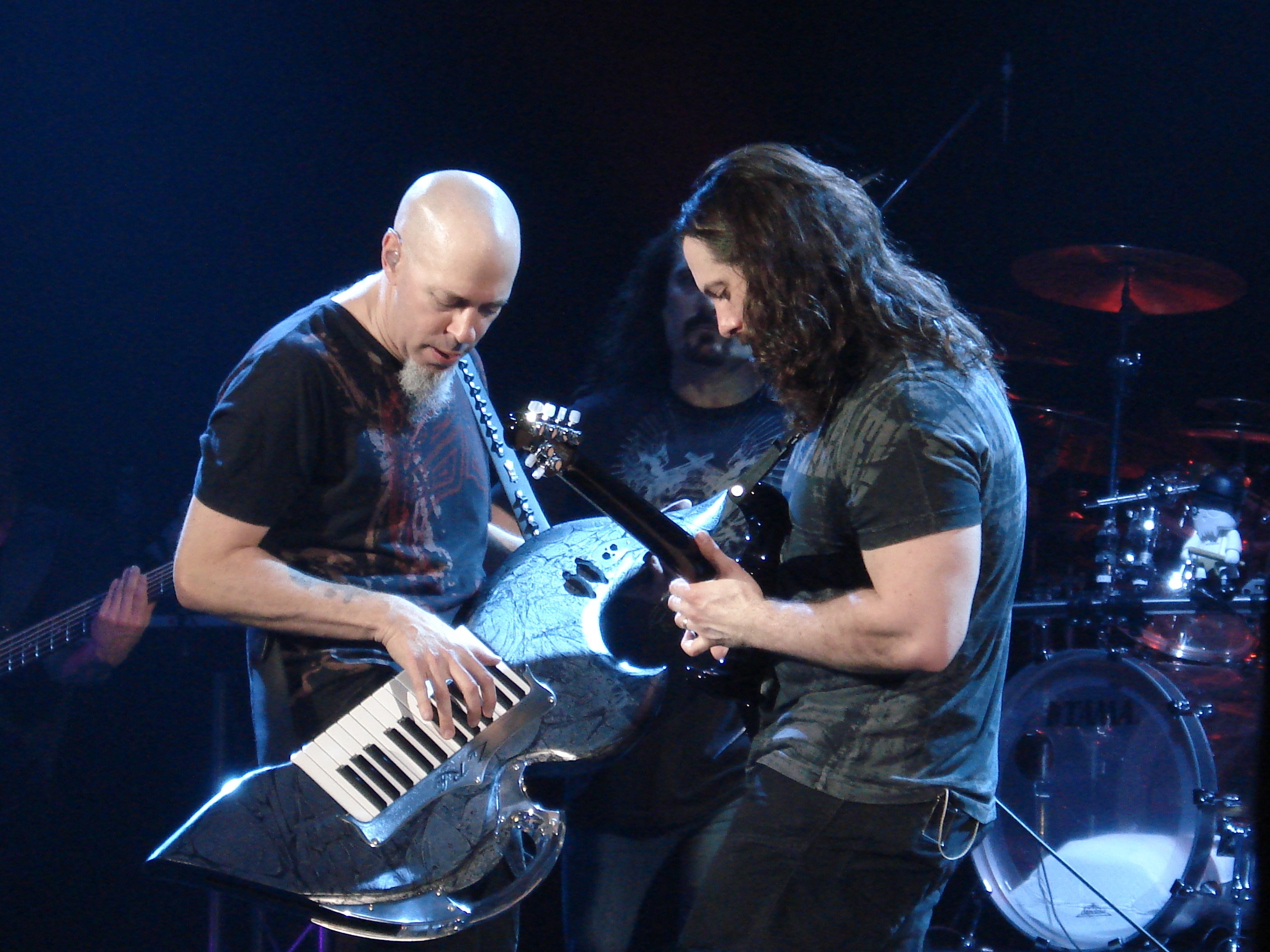
Jordan Rudess y John Petrucci interpretando «Take the Time» en un concierto en Buenos Aires en 2008.

Tras el show en el Radio City Music Hall, la banda decidió tomarse un verano de descanso por primera vez en su carrera. Posteriormente, en septiembre de 2006, entraron a los Avatar Studios para grabar su siguiente disco, que, con el nombre de Systematic Chaos y una vez más producido por los propios John Petrucci y Mike Portnoy y con el legendario ingeniero de sonido Paul Northfield, fue publicado el 5 de junio de 2007. Este fue el primer disco con su nuevo sello, Roadrunner Records, una filial de su anterior discográfica, Atlantic Records. Roadrunner incrementó la promoción del álbum y, como resultado, este alcanzó el número 19 en la lista Billboard 200. También publicaron un video para «Constant Motion» el 14 de julio, por primera vez desde el de «Hollow Years» en 1997 y, además, salió a la venta un libro autorizado titulado Lifting Shadows en el que se detallan los primeros veinte años de la banda, que cuenta con una edición expandida y actualizada de 2009. Systematic Chaos tiene ocho pistas, pero técnicamente solo siete canciones. El disco contiene una canción épica titulada «In the Presence of Enemies», enmarcando el álbum como pistas 1 y 8, una continuación del Twelve-step Suite de Portnoy, «Repentance», y una canción de naturaleza política, «Prophets of War».
La gira de 2007-2008 Chaos In Motion World Tour dio comienzo en Italia con un concierto el 3 de junio de 2007 en el Gods of Metal, el mayor festival de metal del país. También actuaron en el Fields Of Rok Festival en los Países Bajos, el 17 del mismo mes, y en otros festivales del Viejo Continente, como el británico Download Festival y el francés Hellfest Summer Open Air, con otras bandas como Megadeth, Korn, Mastodon y Slayer.
La banda continuó con la parte norteamericana de su gira entre el 24 de julio (en San Diego) y el 26 de agosto (en Filadelfia). Durante el resto del año y en 2008 siguieron con el tour, tocando en Asia, Sudamérica y, por primera vez, en Australia.
El 1 de abril de 2008 la banda publicó un disco doble recopilatorio, cuyo título, Greatest Hit (...and 21 Other Pretty Cool Songs), es una referencia humorística a la canción «Pull Me Under», el único éxito radiofónico significativo del grupo. También incluye tres canciones remezcladas de su segundo disco, Images and Words, cinco versiones editadas de canciones antiguas y una canción de un único lado B. Al contrario que en la mayoría de los álbumes de grandes éxitos, Dream Theater se implicó a fondo en el álbum, sugiriendo el listado de canciones que sentían que representaban mejor su carrera musical.
Mike Portnoy, después de la publicación del grandes éxitos, organizó una nueva gira llamada Progressive Nation 2008, en la que, a diferencia de tours anteriores, visitarían exclusivamente ciudades en las que no habían tocado antes (como en Vancouver, Canadá) o hacía mucho que no lo hacían. Además, por primera vez desde Images and Words, el grupo actuó en salas pequeñas, con público más reducido.
Tras la gira, la banda publicó un set de DVD titulado Chaos in Motion 2007–2008, una compilación de canciones del tour promocional de su noveno álbum, Systematic Chaos. Se pusieron a la venta dos ediciones distintas de los DVD el 30 de septiembre de 2008; una era la estándar con dos discos, mientras que la edición especial contenía tres CD de música además de los DVD.

#### Black Clouds & Silver Liningsy salida de Mike Portnoy (2008-2010)

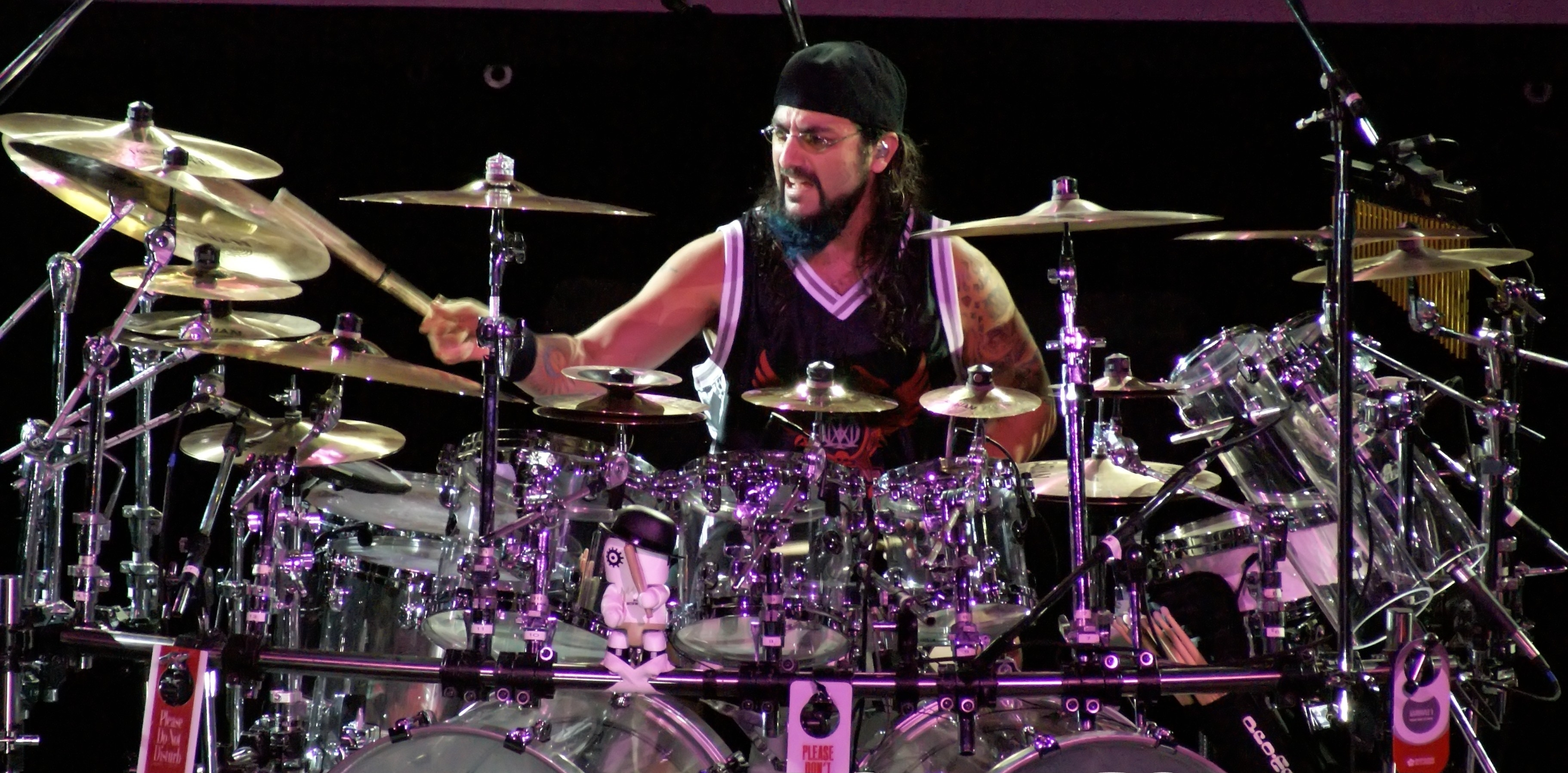
El baterista Mike Portnoy abandonó la banda el 8 de septiembre de 2010.

El 7 de octubre de 2008 Dream Theater volvió a los estudios Avatar para comenzar a trabajar en su décimo álbum y retomó su relación con el ingeniero de sonido Paul Northfield. Publicaron el nuevo trabajo, titulado Black Clouds & Silver Linings, el 23 de junio de 2009, disponible, además de en CD estándar, en vinilo LP y en una edición especial de tres CD que incluye el álbum completo, un CD de mezclas instrumentales y otro con seis versiones de canciones de otros artistas como Queen y Rainbow. El 1 de julio, el álbum debutó en el número 6 de la lista Billboard's Top 200, con unas ventas de 40 285 unidades en la primera semana, lo que marcó su mejor entrada en la lista.
Mike Portnoy habló a Metal Hammer sobre el nuevo álbum y comentó que la canción «The Shattered Fortress» era la última de la serie de canciones sobre los 12 pasos en su recuperación del alcoholismo; de «The Best of Times» dijo que «es un tema personal muy heavy sobre mi padre, que falleció durante la composición del álbum», y añadió «estuvo luchando contra el cáncer durante el proceso».
La banda se embarcó en un segundo Progressive Nation Tour, en el que giraron por Europa por primera vez. Opeth, Unexpect y Bigelf telonearon al grupo en ese continente, mientras que Zappa Plays Zappa, Pain Of Salvation, y Beardfish lo hicieron en la parte norteamericana. Sin embargo, Pain of Salvation y Beardfish no pudieron acompañarlos en la gira por problemas de financiación con sus respectivos sellos. Las bandas que las suplieron fueron Bigelf y Scale The Summit.
Una vez terminado el Progressive Nation Tour, Dream Theater entró en el estudio justo después de Nochevieja para componer y grabar una nueva canción instrumental, titulada «Raw Dog» (God [of] War al revés), que se incluyó en la banda sonora del videojuego God of War III y en el álbum God Of War III: Blood & Metal. La enviaron a Roadrunner el 8 de enero de 2010 y supuso la primera composición de la banda para un proyecto externo. «Raw Dog» contiene la primera pista comercial en ser grabada con harpejji, a cargo de Jordan Rudess, así como la última grabación de Mike Portnoy en la batería. En marzo de ese año giraron por Sudamérica con Bigelf y durante el verano acompañaron a Iron Maiden en su gira por Estados Unidos y Canadá, en los que serían los últimos conciertos de Dream Theater en 2010.
El 8 de septiembre de 2010, el baterista Mike Portnoy anunció que abandonaba la banda por su necesidad de un descanso así como por otras razones, entre ellas la búsqueda de nuevas experiencias musicales. Respecto a esto, Portnoy dijo que fue una decisión que tomó después de pensárselo durante mucho tiempo y que no lo juzguen ni culpen a otras personas por ello.

No quería salir del grupo y ellos tampoco querían que me fuera, pero así estamos; era la única forma de que ellos siguieran adelante y yo siguiera adelante. Es una separación extraña, porque todavía nos queremos.

[…]
Realmente pienso que el grupo podría haber usado un par de años para recargar las pilas como tantas bandas lo han hecho -como Soundgarden, Alice in Chains, Jane's Addiction, Phish, Rage Against the Machine…-.
[…]

Lo que me da pánico, sin embargo, es que veo cierta similitud con, por ejemplo, [la salida de] Roger Waters de Pink Floyd; ellos nunca volvieron a estar juntos, y eso me asusta. Sería una tragedia que nunca más volviera a estar en el escenario con Dream Theater.
Mike Portnoy en una entrevista para Friday Night Rocks

Después de la salida de Portnoy de Dream Theater, la relación entre él y sus excompañeros se volvió tensa. En febrero de 2011, Portnoy se quejó porque ningún integrante de la banda devolvió sus llamadas y correos electrónicos. La tensión creció cuando Portnoy llamó a LaBrie irrespetuoso por unos comentarios que este último hizo durante una entrevista, afirmando que Dream Theater no está triste en absoluto porque Portnoy ya no es un miembro de la banda. A partir de julio de ese mismo año, LaBrie no ha permanecido en contacto con Portnoy. En un momento, surgieron informes falsos sobre una supuesta demandada de Portnoy hacía Dream Theater. Sin embargo, más tarde Portnoy comentó que Petrucci y Rudess eran los únicos miembros que se mantuvieron en contacto con él.
Durante este período, Portnoy fue reclutado por Avenged Sevenfold para grabar su quinto álbum de estudio y participar en su gira; remplazando así a The Rev, quien había fallecido. Tras la grabación del álbum corrieron rumores sobre que Portnoy iba a seguir trabajando con Avenged Sevenfold tras su salida de Dream Theater y convertirse en el baterista permanente; pero no fue así, ya que los miembros de la banda decidieron continuar con otro baterista. Por su parte, Portnoy declaró que la permanencia en Avenged Sevefold había sido temporal y meramente como un homenaje a Jimmys «The Rev» Sullivan.

#### Incorporación de Mike Mangini yA Dramatic Turn of Events(2011)

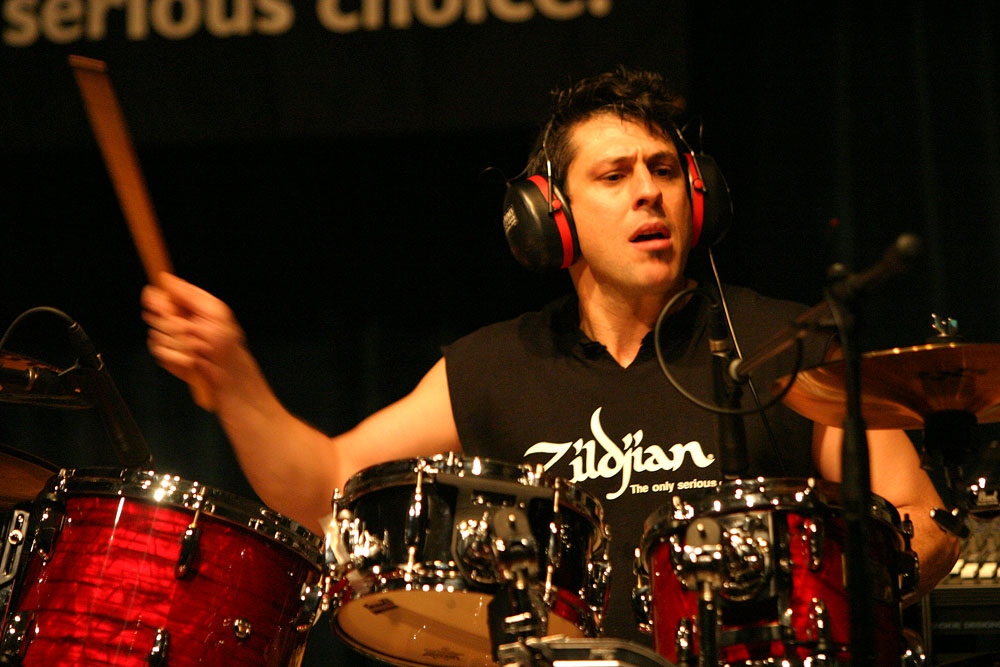
Mike Mangini se unió al grupo en 2011 para sustituir a Portnoy.

Las audiciones para elegir el sustituto de Mike Portnoy comenzaron en octubre, en las que se probaron a siete bateristas de clase mundial. El 3 de enero, John Petrucci dio a conocer a través de su cuenta personal de Twitter que la banda había regresado a los estudios para grabar su decimoprimer álbum, aunque no se desveló el nombre del nuevo baterista. Dos meses después, Petrucci comentó en su página personal de Facebook que la banda había terminado de componer su siguiente álbum y que pronto comenzaría el periodo de grabación.
Ante la impaciencia de los fanes por conocer cuál sería el nuevo miembro del grupo, Petrucci comentó: «Aprecio la paciencia de todos por conocer al nuevo baterista de Dream Theater. Sé que ha sido muy frustrante esperar a conocer noticias. ¡Creédme, nos estamos esforzando por garantizar a todo el mundo que nuestra decisión no os decepcionará en ningún momento!»
El 21 de abril de 2011, durante la búsqueda del nuevo baterista, publicaron un tráiler para un próximo documental titulado «The Spirit Carries On», en referencia a una canción del álbum Metropolis Pt. 2: Scenes From a Memory. El tráiler muestra a los siete bateristas que tuvieron audiciones: Mike Mangini, Virgil Donati, Marco Minnemann, Peter Wildoer, Thomas Lang, Derek Roddy y Aquiles Priester. El 27 de abril revelaron a través de YouTube, en el tercer y último episodio del documental, que habían escogido a Mike Mangini como sustituto de Portnoy.
A través de su Twitter John Petrucci confirmó que el nombre del nuevo álbum de Dream Theater se llamaría A Dramatic Turn of Events, que posteriormente fue publicado el 13 de septiembre de 2011.
En abril de 2012 fue grabado el DVD Live at Luna Park en Buenos Aires, Argentina, donde se muestra el nuevo sonido con Mike Mangini en la batería.

#### Dream Theater(álbum) y DVDBreaking The Fourth Wall(2013-2014)
El álbum homónimo fue lanzado en septiembre de 2013. Cuenta con 9 pistas , entre las que se incluye el tema de larga duración «Illumination Theory», pista que dura más de 22 minutos. La canción «The Enemy Inside» fue lanzada como sencillo meses antes de la salida del álbum.
Tras la salida del disco, fue colocado en el puesto número 8 en la lista Billboard 200[cita requerida], lo que ha sido el segundo puesto más alto, después de Black Clouds & Silver Linings.
Mike Portnoy lo calificó como un buen álbum, aunque ya no se siente identificado con este sonido de la banda.[cita requerida]
Durante la gira Along For The Ride, se grabó en el DVD Breaking The Fourth Wall, se divide en 3 discos en vivo desde The Boston Opera House. Además de canciones del álbum homónimo, contienen temas de Awake y Metropolis Pt. 2: Scenes From a Memory debido a que es el 20 aniversario de Awake 1994 Y 15 aniversario de Metropolis Pt. 2: Scenes From a Memory 1999.

#### The Astonishing(2016) yDistance Over Time(2019)
The Astonishing es el decimotercer álbum de la banda, lanzado el 29 de enero del 2016 a nivel mundial. Es su segundo disco conceptual , tras Metropolis, en 1999, y también su segundo lanzamiento doble, tras Six Degrees of Inner Turbulence (2002).
Distance Over Time salió en febrero de 2019, siendo en decimocuarto álbum de estudio y el cuarto con Mangini a la batería. Fue apoyado por una extensa gira, junto con la celebración del vigésimo aniversario de Metropolis Pt. 2: Scenes from a Memory. De esta gira se extrajo el álbum y DVD en vivo, Distant Memories - Live in London, lanzado el 27 de noviembre de 2020.

#### A View From The Top Of The World(2021)
La pandemia de COVID-19 finalmente obligó a la banda a cancelar sus planes de gira, aunque de todos modos Dream Theater planeaba trabajar en un nuevo álbum en 2021. Dream Theater se reunió en su recién creado estudio de grabación (DTHQ) y allí comenzaron el proceso de escritura del álbum, con James LaBrie contribuyendo vía reuniones de Zoom desde Canadá, y luego voló hasta Nueva York para grabar las voces. El resultado fue A View from the Top of the World, lanzado el 22 de octubre de 2021.

#### Regreso de Mike Portnoy y próximo álbum (2023)
En un comunicado emitido por la propia banda, el 25 de octubre de 2023 anunciaron el regreso de Mike Portnoy a la banda. También anunciaron la grabación de su próximo álbum con la formación clásica.
El 2 de abril de 2024, por medio de un video de YouTube, Portnoy y Pretucci anunciaban que habían finalizado la composición del nuevo disco y la grabación de las pistas de batería del mismo.

#### 40th Anniversary Tour 2024-25 y Parasomnia (2025)
El 8 de abril de 2024 anunciaron el nuevo tour por Europa, denominado 40th Anniversary Tour 2024-25, siendo el 20 de octubre el concierto inicial en The O2 Arena, de Londres (Inglaterra). 
El 14 de mayo anuncian las primeras fechas de este tour por Sudamérica, comenzando en Río de Janeiro (Brasil) el 13 de diciembre en Vivo Rio. El 21 de mayo agregan a Buenos Aires (Argentina), evento a realizarse en el Movistar Arena el 19 de diciembre.
Diez días antes del tour, lanzaron clips de cada uno de los integrantes originales, anticipando el nuevo video oficial de su nuevo sencillo "Night Terror", lanzado oficialmente el 10 de octubre de 2024. El video fue acompañado con la noticia del nombre del nuevo disco, "Parasomnia", su portada y el tracklist.

## Reputación de conciertos

### Setlistrotante
A lo largo de su carrera, los espectáculos en vivo Dream Theater se han ido volviendo gradualmente más grandes, más largos, más diversos y menos restrictivos. El ejemplo más obvio de ello es su política de setlist rotante. Cada noche de cada gira tiene su setlist ideado por Portnoy usando un proceso meticuloso que asegura que es completamente único. Factores como los setlists de ciudades previas son tomados en cuenta para asegurar que las personas que ven a Dream Theater múltiples veces en la misma área no vean las mismas canciones interpretadas dos veces, e incluso el setlist de la última vez que la banda estuvo en una ciudad en particular se toma en cuenta para el beneficio de los fans que ven a la banda en giras sucesivas.
Para que eso sea posible, la banda se prepara para tocar la mayor parte de su repertorio en cualquier presentación, dependiendo de lo que Portnoy decidía programar para esa noche. Este proceso también requiere el empleo de un sistema de iluminación muy complejo que utiliza iluminación preconfigurada sobre la base de canciones individuales.

### Duración
La duración es otro elemento único de los conciertos de Dream Theater. Los conciertos de sus giras mundiales, desde Six Degrees of Inner Turbulence, han sido del tipo «Evening with…» («Una noche con…»), en el que la banda actúa al menos tres horas con un descanso y ningún telonero. El espectáculo grabado para Live scenes from New York tuvo una duración de casi cuatro horas (LaBrie graciosamente se disculpó después del espectáculo por el set tan «corto»), y resultó en la casi hospitalización de Portnoy.
Con el anuncio del noveno álbum de estudio, Systematic Chaos, se publicó que durante este nuevo tour, Chaos in Motion World Tour 2007/2008, no se haría el famoso «An evening with…». La banda dijo que ya era momento de parar con los shows diarios desde 3 a 4 horas. Sin embargo, la versión publicada en DVD y CD del tour Chaos In Motion presenta 162 minutos de música.

### Humor, informalidad e improvisación

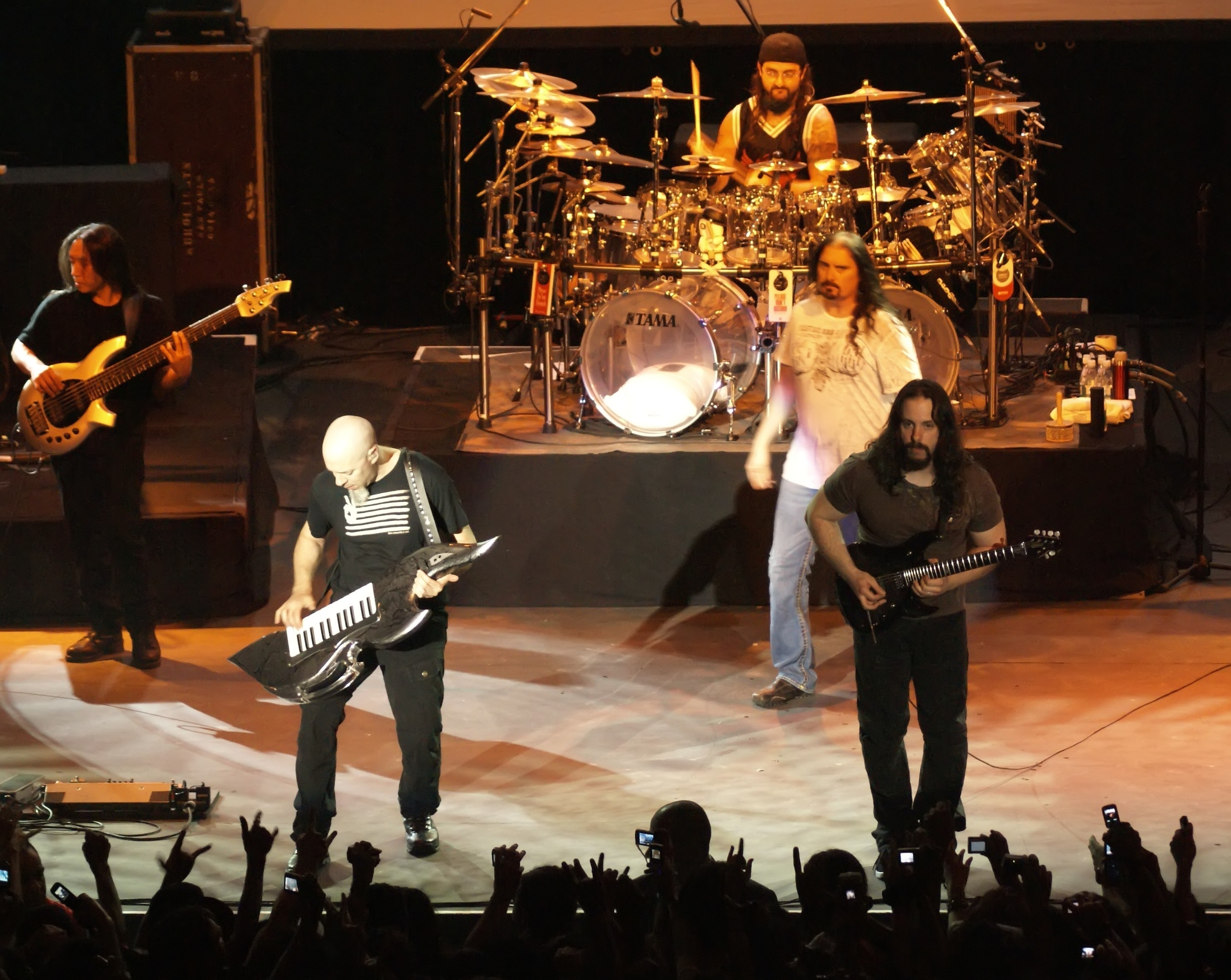
La banda, en Río de Janeiro en marzo de 2008.

También hay una cantidad significativa de humor, informalidad, e improvisación asociado a un concierto de Dream Theater. En la parte media de A change of seasons es bastante común que temas como el de las Grandes Ligas de Béisbol y Los Simpson sean citados, y Rudess rutinariamente modifica su sección de solo en esta canción y otras, con frecuencia interpretando la sección ragtime de When the water breaks de Liquid tension experiment 2. Otras citas incluyen a Mary had a little lamb durante Endless sacrifice en el Gigantour, un corte inspirado en un calíope entre los versos de Under a glass moon, y la marcha turca en un concierto en Estambul. En la gira 20th Anniversary World Tour Rudess incluso interpretó una pequeña cita del tema Twinkle, twinkle, little star en un corte durante Endless sacrifice. Durante la interpretación de As I Am en Bangkok en enero del 2006, Rudess tocó una escala mayor muy torpe, al estilo de un principiante, hacia adelante y hacia atrás varias veces antes del corte instrumental. También en uno de los dos conciertos dados en Buenos Aires, Argentina, en la introducción de Through Her Eyes, Petrucci interpreta la melodía de Don't cry for me Argentina.
No es extraño que un miembro de la audiencia sea escogido al azar para tocar en el escenario (de lo que se puede apreciar un ejemplo en el solo de batería de Portnoy en el DVD Live at Budokan). También ha habido muchas improvisaciones del «Happy Birthday» cuando un miembro de la banda o del equipo cumple años en una fecha en la que hay concierto, lo que normalmente termina en un pastel de cumpleaños siendo arrojado al festejado.

### Estructura impredecible
Tal vez el ejemplo más extremo de la estructura impredecible de los conciertos de Dream Theater es que durante el tiempo en que Derek Sherinian estuvo en la banda, en algunos espectáculos los miembros de la banda intercambiarían instrumentos y tocarían como la banda ficticia «Nightmare Cinema» (el opuesto aproximado de «Dream Theater»). Generalmente versionaban Perfect Strangers de Deep Purple, y en una ocasión, Suicide Solution de Ozzy Osbourne.
Similarmente en algunos espectáculos Sherinian, Petrucci y Portnoy tomarían el escenario juntos, bajo el nombre «Nicky Lemons and the Migraine Brothers». Sherinian, usando una bufanda de plumas y anteojos bohemios oscuros, interpretaría una canción de pop-punk titulada «I Don't Like You» con Petrucci y Portnoy respaldando.

### Asistencia del público
Los fans de Dream Theater suelen abarrotar cada plaza donde la banda se presenta. La audiencia generalmente está formada de un número de espectadores que varía entre 4000 y 10000, y esa cantidad es habitualmente dictada por el espacio físico. El concierto que ha contado con la audiencia más numerosa ha sido el efectuado en la Pista Atlética del Estadio Nacional en Santiago de Chile, el 6 de diciembre de 2005, durante la gira promocional del álbum Octavarium, que contó con una asistencia de 20 000 personas. El hecho fue mencionado la misma noche del concierto por Mike Portnoy y a través de su sitio web, y fue mencionado también por Jordan Rudess en su saludo navideño de 2005 a todos los fans. El concierto grabado en el Radio City Music Hall de Nueva York en abril de 2006 tuvo una asistencia de 6000 personas.

## Logo e imágenes

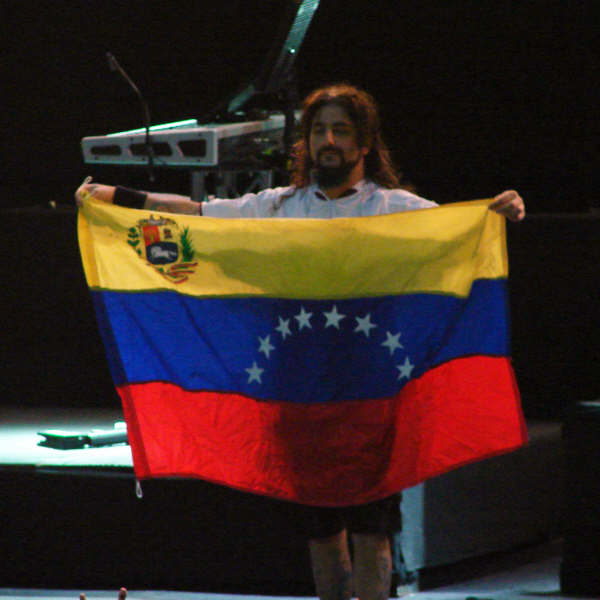
Mike Portnoy en la gira Chaos In Motion World Tour en Valencia, Venezuela, en marzo de 2008.

Al principio de su carrera, Dream Theater adoptó un logo y un wordmark personalizado (conocido como el símbolo Majesty) que han aparecido en la gran mayoría de su material promocional desde entonces, con al menos una de las marcas oficiales apareciendo en la carátula de cada publicación hasta la fecha, con la excepción de Once in a LIVEtime (ver explicación más abajo). Incluso después de que la banda desechó el nombre Majesty, el símbolo continuó siendo su marca oficial, y es visto por la comunidad de fans de Dream Theater de la misma manera que los fans de Led Zeppelin han abrazado los cuatro símbolos de los miembros de esa banda. Es común ver gente con tatuajes del símbolo Majesty en conciertos de Dream Theater.
El símbolo Majesty es una derivación del símbolo de María, reina de los escoceses, el cual fue rediseñado por Charlie Dominici para ser usado en el arte gráfico del álbum When Dream and Day Unite. Otro hecho interesante es que el símbolo Majesty es una combinación de tres letras griegas, Fi(Φ), Mu(Μ), y Alfa (A), las letras de la fraternidad musical de la cual los miembros forman parte.
El hecho de que el logo no aparezca en la carátula de Once In A LIVEtime o de su acompañante en vídeo 5 Years in a LIVEtime, fue interpretado por algunos fans como evidencia de que la banda se había «vendido» y de que se había alejado de sus raíces con sus fuentes modernizadas («fuentes» se refiere a los «tipos de letra» usados para el arte gráfico), pero para el momento en que había reclamado el lugar que le corresponde en la carátula de Scenes From a Memory la infelicidad había sido largamente olvidada (el motivo real fue que a Storm Thorgerson, el legendario diseñador gráfico para ambas publicaciones antes mencionadas, no le gusta trabajar con fuentes preexistentes). Desde entonces ha aparecido en cada publicación subsiguiente (la carátula de Falling into Infinity tiene el logo, pero no el wordmark).

## Cultura de bootlegs
Dream Theater es una de las bandas del género del metal más activamente grabadas en bootlegs. Desde sus primeros conciertos en Nueva York, como Majesty, los aficionados han grabado casi todos los espectáculos que Dream Theater ha ofrecido (ocasionalmente hay tres o cuatro versiones de un mismo concierto), y algunas grabaciones profesionales y bien elaboradas han sido publicadas.
Sin embargo, no todos los miembros de la banda toleran los bootlegs de Dream Theater. Portnoy era definitivamente el miembro que los apoya más, ya que era un ávido coleccionista de bootlegs cuando era más joven y mantiene su archivo personal de material de Dream Theater. Petrucci y LaBrie han declarado oposición con respecto a las personas que graban sus conciertos. Petrucci ha dicho que prefiere que los miembros de la audiencia se concentren en los músicos en tarima, y no en los ajustes de nivel de sus dispositivos de grabación. LaBrie, por otra parte, argumenta que los bootlegs le quitan propiedad y control a la actuación en directo, y los pone en manos del público. Myung ha expresado oposición apacible a los bootlegs, pero en algunas entrevistas ha mencionado que particularmente no le molesta mucho; mientras que Rudess afirma que no le molestan pues afirma que es inevitable la propagación de los bootlegs. Sin importar sus opiniones personales, cada miembro de la banda autografía cualquier bootleg que se les presente para que sea firmado. Dream Theater también ha publicado una serie de bootlegs oficiales a través de YtseJam Records, encabezada por Portnoy.

## Canciones versionadas

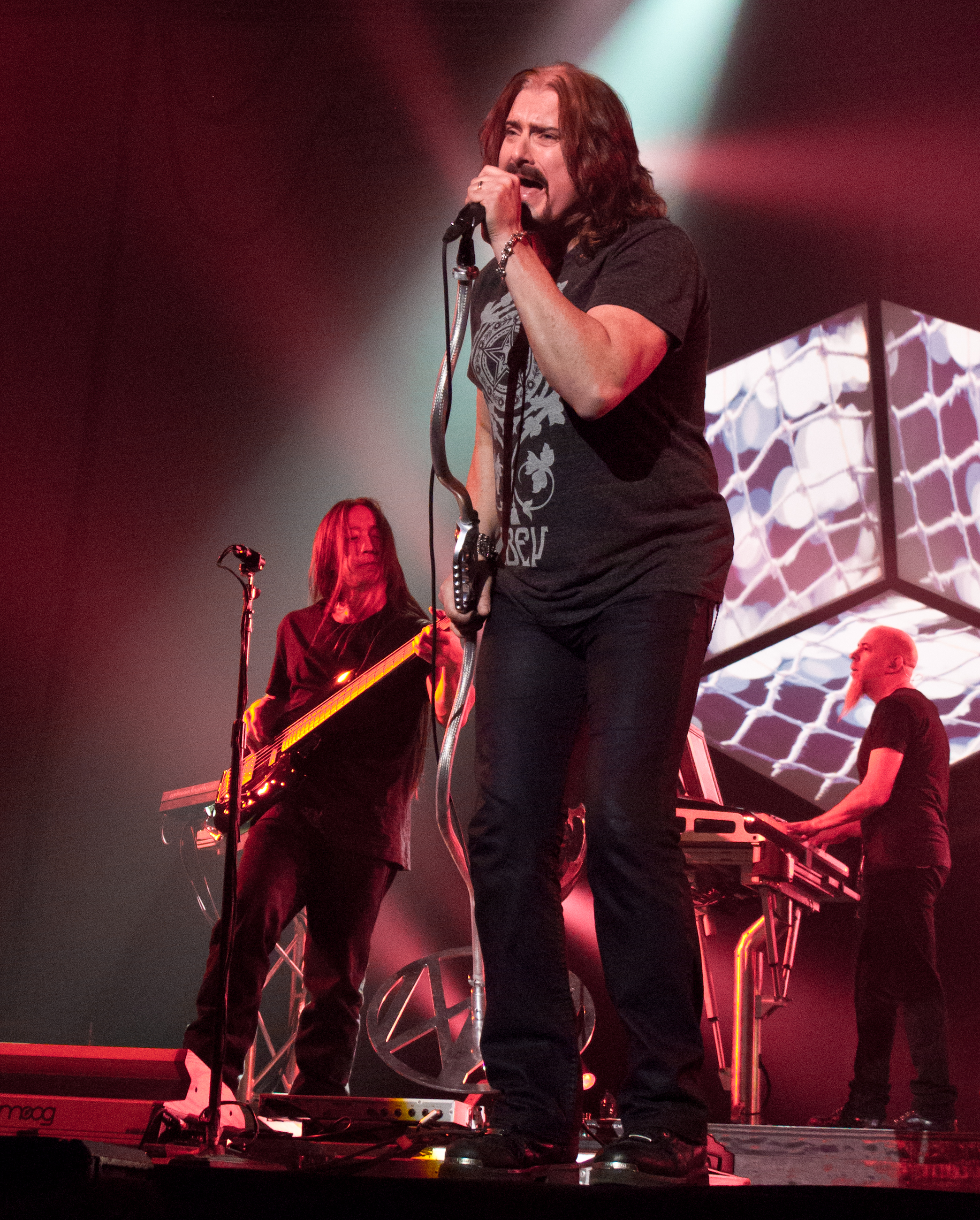
Actuación durante un concierto en 2012. En primer plano James LaBrie; John Myung y Jordan Rudess al fondo.

A pesar de que son bien conocidos por hacer canciones versionadas a lo largo de toda su carrera, Dream Theater llevó esta práctica a otro nivel durante la gira promocional de Six Degrees of Inner Turbulence. En tres conciertos especiales, en Barcelona, Chicago y Nueva York, versionaron el álbum completo Master of Puppets de Metallica después de un set entero de material de Dream Theater. Aquello fue impactante para los fans dado que no había señales de que eso iba a ocurrir, apartando el hecho de que se había anunciado que esos conciertos, que eran la segunda noche en cada ciudad, serían «extra especiales». Esta tradición puede ser rastreada hacia atrás seguramente hasta una de las bandas favoritas de Mike Portnoy, Phish, que comenzó a versionar álbumes enteros de otros artistas cada Halloween, empezando en 1994.
Portnoy anunció este «álbum versionado» como el primero de una serie de conciertos a ser dados como tributo a bandas que han sido influyentes en la formación y desarrollo de Dream Theater. Los sets de canciones versionadas dividieron a muchos fans que asistieron al espectáculo, llevando a algunos a decir que fueron a un concierto de Dream Theater a ver música original y no el trabajo de otro artista. Otros, sin embargo, dijeron que fue un bono y no un reemplazo de un concierto de Dream Theater, dado que un concierto ordinario había sido interpretado la noche anterior. La siguiente vez que se hizo un concierto de álbum versionado esta negatividad fue más contenida, pues la mayoría de los fans ya sabían que eso iba a suceder, y que no verían una noche completa de material de Dream Theater.
En la siguiente etapa de la gira versionaron el álbum The Number of the Beast de Iron Maiden, y recibieron una reacción similar a la obtenida con Master of Puppets, a pesar de que ya se sabía que un álbum versionado iba a ser interpretado esa noche porque el itinerario incluía dos conciertos en noches consecutivas en la misma ciudad.
El 11 de octubre de 2005, Dream Theater versionó The Dark Side of the Moon de Pink Floyd, su tercer álbum clásico versionado. El sitio web oficial de Dream Theater declaraba que «los segundos sets de las segundas noches en Ámsterdam, Londres, Buenos Aires, São Paulo y Tokio (11 de octubre, 25 de octubre, 4 de diciembre, 11 de diciembre y 13 de enero), y también el segundo set del espectáculo del 15 de enero en Osaka, serán un álbum clásico entero versionado». The Dark Side of the Moon fue interpretado una vez más el 25 de octubre en Londres. Sin embargo, en Buenos Aires (4 de diciembre) y São Paulo (11 de diciembre) el «álbum clásico» interpretado fue Scenes from a Memory de la mismísima Dream Theater, para compensar por no haber visitado nunca Argentina y solo una vez Brasil en su gira por 1998.
El 13 de enero de 2006 (Tokio) y el 15 (Osaka), Dream Theater versionó el álbum en directo Made in Japan, de Deep Purple, su cuarto álbum clásico versionado (esto concordó brevemente con las especulaciones de los fans, quienes dijeron que era inevitable que al menos uno de los álbumes del rock progresivo de los 70, posiblemente de Rush, sería versionado).
La formación tiene pensado realizar en vivo más álbumes versionados, pero se niega a revelar cuándo ocurrirán o qué álbum será interpretado.
También hicieron una interpretación en directo de Cemetery Gates de Pantera en Dallas, Texas, para conmemorar a Dimebag Darrell Abbott, donde contaron con la colaboración de Dave Mustaine.

## Álbumes de estudio
- 1989: When Dream and Day Unite
- 1992: Images and Words
- 1994: Awake
- 1997: Falling into Infinity
- 1999: Metropolis Pt. 2: Scenes from a Memory
- 2002: Six Degrees of Inner Turbulence
- 2003: Train of Thought
- 2005: Octavarium
- 2007: Systematic Chaos
- 2009: Black Clouds & Silver Linings
- 2011: A Dramatic Turn of Events
- 2013: Dream Theater[69]
- 2016: The Astonishing[70]
- 2019: Distance Over Time[71]
- 2021: A View from the Top of the World
- 2025: Parasomnia

## Miembros
| - Kevin James LaBrie: voz (1991-presente) - John Petrucci: guitarra y coros (1985-presente) - John Myung: bajo, chapman stick (1985-presente) - Jordan Rudess: teclado, piano y continuum (1999-presente) - Mike Portnoy: batería, percusión y coros (1985-2010; 2023-presente) | Exmiembros - Chris Collins: voz (1986) - Charlie Dominici: Voz (1987-1989) - Kevin Moore: teclados (1986-1994) - Derek Sherinian: teclados (1994-1998) - Mike Mangini: batería y percusión (2011-2023) |

## Proyectos paralelos

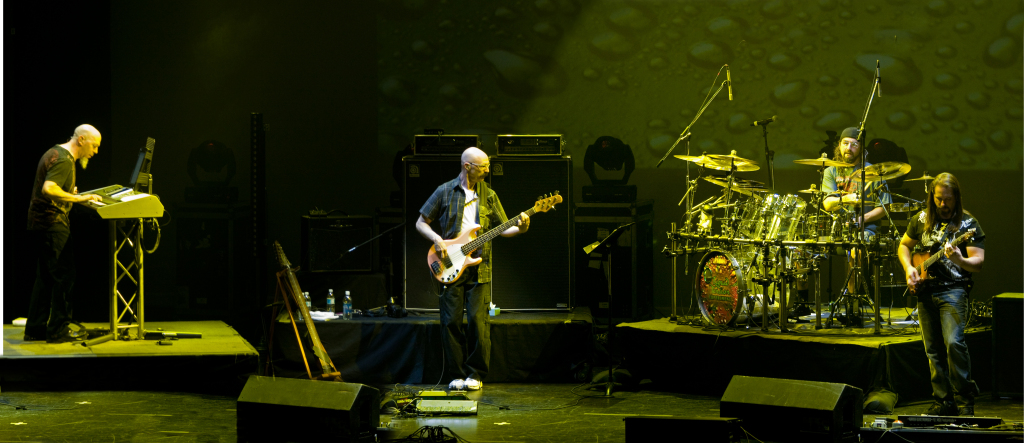
Actuación de Liquid Tension Experiment en el Nearfest de 2008

Petrucci, Rudess y Portnoy unieron fuerzas con el bajista de King Crimson, Tony Levin, para formar Liquid Tension Experiment, que publicaría dos álbumes (en 1998 y 1999) y resurgiría en 2021 con un tercer álbum, con piezas que fusionan varios géneros, un toque de jazz y sin voz. Portnoy también ha participado en otros grupos de rock progresivo como Transatlantic y OSI, así como en tributos a Led Zeppelin (Hammer of the Gods) y The Beatles (Yellow Matter Custard). Ha colaborado además en los 3 últimos discos en solitario de Neal Morse. Por su parte, LaBrie publicó dos álbumes con el nombre Mullmuzzler, tres álbumes como solista, y participó en Frameshift (Madmen & Sinners), Ayreon (The Human Equation) y el proyecto True Symphonic Rockestra junto con los tenores Vladimir Grishko y Thomas Dewald. Rudess y Petrucci publicaron An evening with John Petrucci & Jordan Rudess; además John Petrucci sacó a la luz en enero de 2005 un álbum en solitario titulado Suspended Animation. Petrucci ha participado con Joe Satriani y Steve Vai en el «G3» en las ediciones 2001 y 2005, esta última con Mike Portnoy en la batería de la gira . La actuación de 2005 fue grabada y publicada como el DVD y CD doble Live in Tokyo. John Myung se unió a Ty Tabor, Rod Morgenstein y el una vez teclista de Dream Theater, Derek Sherinian, para sacar a la luz el grupo Platypus, y editaron When Pus Comes To Shove en 1998 y Ice Cycles en 2000. Más tarde, ya sin Derek Sherinian, el grupo pasó a llamarse The Jelly Jam y ha publicado hasta el momento otros dos álbumes, The Jelly Jam en 2002 y 2 en 2004. Aunque estas bandas, son consideradas proyectos paralelos, Dream Theater ha incorporado algunas de estas piezas a sus conciertos en vivo. Un ejemplo de ellos puede apreciarse en Live At Budokan, donde interpretan algunos retazos de «Paradigm Shift» y «Universal Mind» de sus álbumes de Liquid Tension Experiment. Jordan Rudess también trabaja en solitario con ya algunos álbumes en solitario. Después de su salida de Dream Theater, Mike Portnoy también colaboró con Avenged Sevenfold en su álbum de estudio titulado Nightmare, y estuvo con ellos en la gira de dicho álbum, sustituyendo a The Rev quien falleció tiempo antes de poder completarlo.

## Premios y certificados

### Certificaciones oro y platino de laRIAA
- Images and Words (Oro) - 2 de febrero de 1995
- Metropolis 2000: Live Scenes From New York (Oro) - 8 de noviembre de 2002
- Live at Budokan (Platino) - 26 de enero de 2005
- Live in Tokyo/5 Years in a Livetime (Platino) - 22 de marzo de 2006
- Score (Platino) - 11 de octubre de 2006

Fuente: buscar como "Dream Theater" (incluir las comillas).

### Total Guitar Magazine
- «Best Guitar Player of the Year» (2009)

### Keyboard Magazine
Jordan Rudess ha recibido los siguientes premios Reader's Poll de Keyboard Magazine:
- Best New Talent (1994)

### Music Radar
- «Best Keyboardist of All Time» (2011)
- «Best Bassist of All Time» (2011)
- «Best Group of All Time» (2018)

### Modern Drummer
Mike Portnoy ha ganado los siguientes premios Reader's Poll de Modern Drummer:
- Best Up & Coming Talent (1994)
- Best Progressive Rock Drummer (1995, 1996, 1997, 1998, 1999, 2000, 2001, 2002, 2003, 2004, 2005, 2006, 2007, 2008)
- Best Recorded Performance (1995 por Awake, 1996 por A Change of Seasons, 1998 por Falling into Infinity, 2000 por Metropolis, Pt. 2: Scenes From a Memory, 2002 por Six Degrees of Inner Turbulence)
- Best Clinician (2000, 2002)
- Best Educational Video/DVD (2000, 2002)
- Hall of Fame Inductee (2004)